# Кордейро, Иосиф
Иосиф Мария Антоний Кордейро (англ. Joseph Marie Anthony Cordeiro; 19 января 1918, Бомбей, Британская Индия — 11 февраля 1994, Карачи, Пакистан) — первый пакистанский кардинал. Архиепископ Карачи с 7 мая 1958 по 11 февраля 1994. Кардинал-священник с титулом церкви Сант-Андреа-делле-Фратте с 5 марта 1973.